# 古川俊平
古川 俊平（ふるかわしゅんぺい、1834年 - 1907年）は、幕末から明治時代に存在した写真家で、日本人が日本人を撮影した日本初の商業銀板写真師とされる。

## 概説
1834年4月、福岡藩士俊蔵の子として生まれた。藩主黒田長溥（くろだ ながひろ1811年 - 1887年）は薩摩藩の島津斉彬と同じように西洋諸科学の導入に力をいれた。
1856年長薄は古川俊平を長崎留学させ、「ダゲレオタイプ」と蘭書を与え、銀板写真研究を命じた。蘭人ヤン・カレル・ファン・デン・ブルークが長崎海軍伝習所で写真術の教鞭をとったが、言語の問題があった。
翌年、藩主を撮影し、「2個の半身像を得て、長薄公に奉る。」と伝記にあり、日本人によって撮影された最初の日本人の銀板写真記録はあるが、確認できる成果物の発見はない。しかし、蘭学者川本幸民・箕作秋坪から藩医武谷椋亭（りょうてい）への書簡中、古川俊平の写真術は「洋製にゆずらず」と評価した。この二人は当時西洋技術の学識経験者であった。
1857年、古川俊平は福岡藩江戸屋敷前霞ヶ関で、藩士の留学前記念写真を撮影。
1858年、黒田長薄は長崎海軍伝習所医官、ヨハネス・ポンペ・ファン・メーデルフォールト（Johannes Lijdius Catharinus Pompe van Meerdervoort, 1829年 - 1908年）から、金属板の代わりにガラス板をつかってネガ版をつくる写真術、湿式コロジオン法についての知識を得て、前田玄造に湿板写真研究を命じた。
1859年、福岡城内に舎密館付属写真室と博多の那珂川支流の河岸の精錬所内に写真研究所を設け、古川俊平に主宰させた。銀板写真は化学ばかりでなく、金属加工技術も必要であり、研究を継続していたと考えられるが、廃藩とともに、成果品を残すことなく終了。
1860年、商業写真師であるピエール・ロシエは古川俊平に写真術を教え、レンズ、薬品などの写真機材一式を譲った。古川俊平はロシエの日本に於ける一番弟子と成果物から評価できる。イギリスの写真史研究家テリー・ベネットにより、ピエール・ロシエの極東での活動、すなわち石版画で東洋文化を西洋に紹介する伝導師であり、日本商業写真師の実務上の指導者でもあったことが明らかにされた。
黒田長溥の跡を継いだ、息子黒田長知は、太政官札偽札偽造事件で知藩事を免職、黒田家支配は終わり、精錬所内の写真研究所も閉鎖。
古川俊平もまた偽札偽造に関わったとして逮捕される。その後、釈放されたが、このとき黒田長溥より写真機材一式を譲り受け、筑前博多東中洲に古川写真館を開業した。